# Чжаба (язык)
Чжаба (Bazi, Bozi, Draba, nDrapa, Zaba, Zha, Zhaba) — плохо изученный цянский язык, на котором говорят в районе Чжаба уезда Даву (Даофу) и районе Чжамай уезда Ньягчука (Яцзян) Гардзе-Тибетского автономного округа провинции Сычуань в Китае. Имеет диалекты драме (Zhami/Southern nDrapa) и драте (Zhaba/Northern nDrapa).